# 33817 Fariswald
33817 Fariswald è un asteroide della fascia principale. Scoperto nel 2000, presenta un'orbita caratterizzata da un semiasse maggiore pari a 2,3359036 UA e da un'eccentricità di 0,0633121, inclinata di 5,11895° rispetto all'eclittica.